# Смыгаловка
Смыгаловка — деревня в Старожиловском районе Рязанской области. Входит в Ленинское сельское поселение

## География
Находится в западной части Рязанской области на расстоянии приблизительно 12 км на юг-юго-восток по прямой от районного центра поселка Старожилово на левом берегу речки Итья.

## История
На карте 1850 года деревня была уже обозначена как поселение с 14 дворами, в 1859 году учтено было 10 дворов, в 1897 году — 19.

## Население
Численность населения: 105 человек (1859), 138 (1897), 10 в 2002 году (русские 100 %), 11 в 2010.